# Jacques-Augustin-Catherine Pajou
Jacques-Augustin-Catherine Pajou es un pintor francés que nació en París el 27 de agosto de 1766 y murió en la misma ciudad el 28 de noviembre 1828.
Hijo del escultor Augustin Pajou, Jacques Pajou fue bautizado el miércoles 27 de agosto 1766 en la parroquia Saint-Germain-la Auxerrois, en París. No sabemos nada de su infancia. Con la edad de 15 años, el 21 de enero de 1781, fue uno de los testigos en la boda de su hermana Catherine-Flora con el escultor Claude Michel apodado Clodion.
En 1784, fue alumno de la Academia real de pintura y de escultura ; intentó en cuatro oportunidades ganar el Premio de Roma de pintura, en vano, y a pesar de que fuera admitido a participar a las pruebas eliminatorias. Una carta de Girodet para François Gérard que explicó aquellos fracasos : "Por qué, Pajou fracasó?" (lo que da a entender que Pajou no hubiera tenido que participar a las pruebas finales).
En 1792, el artista se comprometió para defender la patria en la Compañía de las artes de París con el capitán Jacques Lemercier (escultor), el subteniente Jean-Baptiste Francesqui (escultor conocido por el apellido de Franceschi-Delonne), el suboficial Louis-François Lejeune (pintor), pero también el futuro economista Jean-Baptiste Say. En los ejércitos, cerca de Sedan, intercambió cartas con su amigo François Gérard. Estas cartas, publicadas por segunda vez en 1997, dieron testimonio de la mentalidad de un novato, lleno de entusiasmo al principio y luego, cansado por estas campañas: “Deberá mantenerse aquí porque no quiero deshonrarme a los ojos de mis compañeros, si sin embargo mi físico puede tolerar los males cuyos sufriremos…”
Desmovilizado, participó a la creación de la Comuna general de las artes, institución remplazada por la Academia real de pintura y de escultura, fue uno de sus secretarios bajo la presidencia del pintor Joseph-Marie Vien. El 17 de julio en 1795, se casó con Marie-Marguerite Thibault (1764-1827); su amigo François Gérard fue su testigo. Bajo el Imperio, se le encargó el retrato del Mariscal Berthier, que sigue conservado en Versalles, realizó en 1812 un cuadro representando la Clémence de Napoléon envers Mademoiselle de Saint-Simon, para esta evocación de un acto político con los monárquicos franceses en España, Pajou recibió la medalla de oro. Por el inventario realizado después de su muerte, en 1828, aprendimos que pesaba 141 gramos y que fue estimada 439 francos.
.En 1811, a la influencia de François- Guillaume Ménageot, que conocía la situación precaria del escultor David d’Angers, Jacques Pajou escribió una carta para al intendente de Angers pidiendo una ayuda material para este Angevino. Este documento que, durante mucho tiempo, creímos firmado por Augustin Pajou, fue firmada por Pajou pintor de historia. La ayuda concedida fue esencial para el éxito profesional del escultor.
En 1814, pintó tres cuadros que celebran el regreso de los Borbones: Jefe de estudio representada la Paz con los símbolos de la Abundancia, Composición alegórica sobre la regeneración realizada en Francia por el regreso del soberano legítimo, El Regreso de Louis XVIII, cuadro alegórico. Esta última obra fue expuesta en el Salón, en 1814.
En 1823, dimitió de la asociación Los Infantes de Apolo a causa de su estado de salud “lamentablemente atormentado desde un año por un temblor constante”. 
Murió en 1828 y fue enterrado en el cementerio del Père-Lachaise. Su hijo Augustin-Désiré Pajou fue también un pintor. 

## Obras

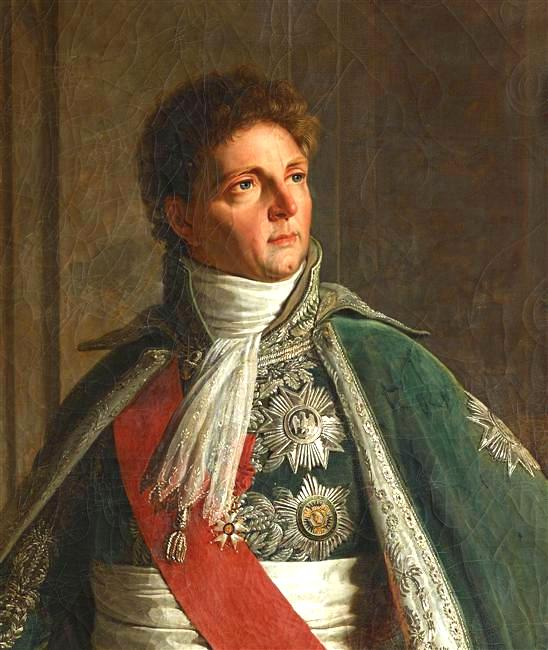
Detalle de un retrato del Maréchal Berthier

- 1788, La Mort de Géta dans les bras de sa mère par ordre de Caracalla son frère, Salón de 1791, n° 29, firmato y datado 1788, cuadro procediendo del castillo de la Frémoire en Vertou  (vendido 360 000 francos en 1992, dejado en la Staatsgalerie de Stuttgart, un dibujo preparatorio está conservado en Cambridge, Fitzwilliam Museum, dado por el pintor galés  Sir Frank Brangwin en 1943)
- 1789 Le Christ guérissant la belle-mère de Pierre, Paris, Capilla del hospital de la Salpêtrière.
- ●	1793, Le Départ de Régulus pour Carthage, Salón de 1793, n° 388 bis, Paris, museo del Louvre, obsequio, en 1964, de Señoras Solvay y Petit-Collot como recuerdo de su madre Señora Thérèse Vaillant.

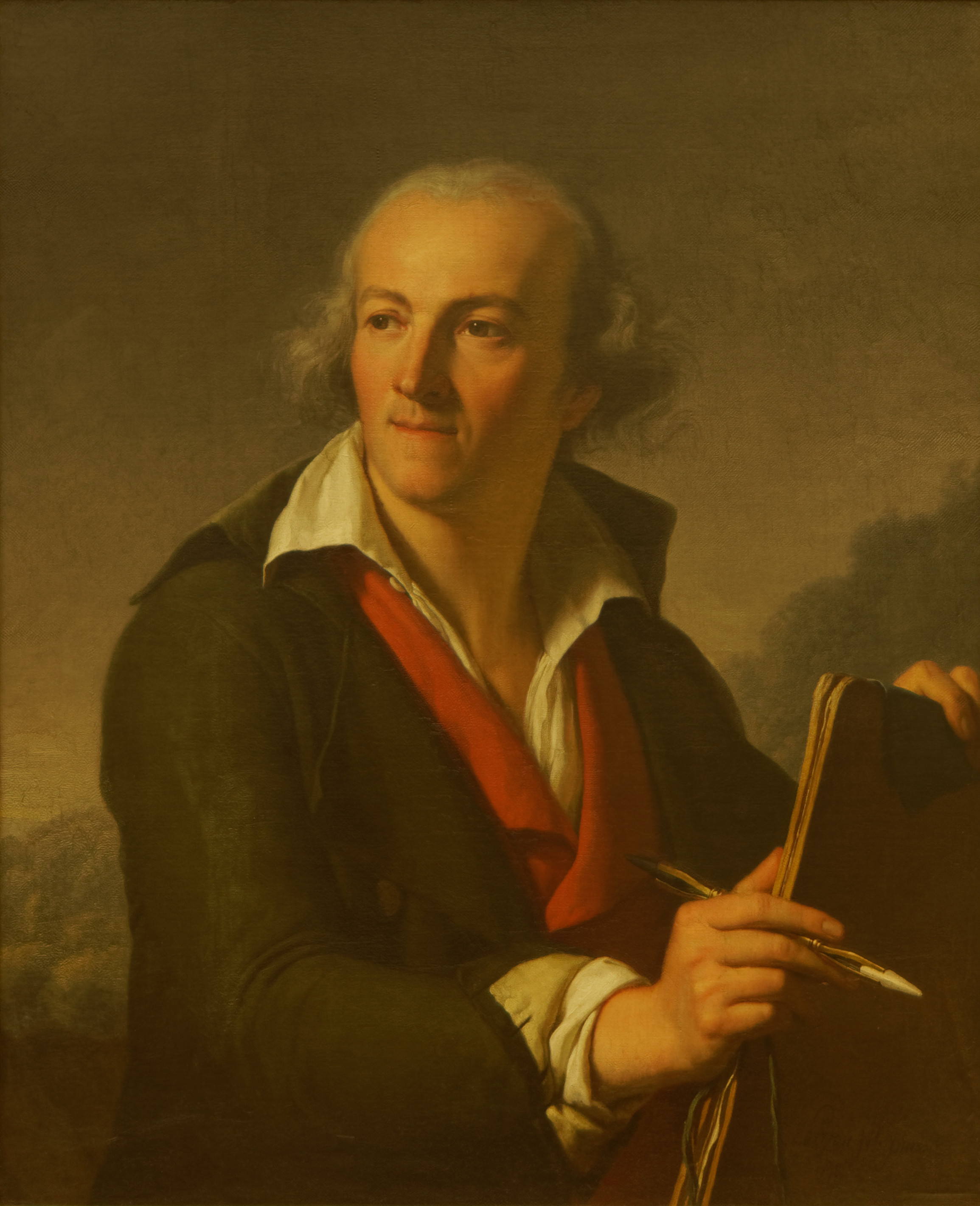
Retrato de Louis-Joseph Jay en 1798

- Retrato de Louis-Joseph Jay en 17981798. Retrato de Louis-Joseph Jay, óleo sobre lienzo. Coll. museo de Grenoble (inv. MG 192)
- Louis Jérôme Gohier 1802 (o 1805), Madame Gohier 1805, Paris, Museo Carnavalet, esta par de retratos fue adquirido en 1902.
- 1803, retrato de Frédéric-César de la Harpe, Lausanne, museo histórico.
- Hacia 1802, Portrait de Famille, Paris, museo del Louvre, obsequio de los Amigos del Louvre en 2014.
- 1812, La Clémence de Napoléon envers Mlle de Saint-Simon, exponido al  salón de 1812, n° 692 no está localisado hoy en día, la composición está conocida por una grabación al trazo publicada por  Charles Paul Landon en  las “Annales du musée, 1812. Entre los oficiales junto a  Napoleón, reconocimos Roustam Raza, y también un jinete polaco. Este cuadro fue comentado por el crítico René-Jean Durdent : Galerie des peintre français du Salon de 1812, página  68: Otros más demostran de talento hereditario:  El señor Pajou pintó, en un gran cuadro el trazo de clemencia de S. M. el emperador y rey hacia M. de Saint-Simon. La ordenanza está hermosa, y varias caras tienen muchas expresiones.
- 1814, Portrait de deux sœurs, Mesdemoiselles Duval11,hijas del autor dramático Alexandre Duval, procedencia Hortense Berthoulat nacida Sintôt, directora de las “Cantines de l'Union des Femmes de France”, caballero de la Legión de honor, su venta el 11 de febrero de 1942, Paris, Hotell Drouot, n° 21, planche II. Este cuadro, encontrado en Alemania , después de 1945, fue atribuido al museo del Louvre por l'Office des Biens Privés.
- 1818, La Consécration de sainte Geneviève, Paris, iglesia Saint-Germain-l'Auxerrois, Salón de 1819.
- 1819, Portrait de Jules Belin de Launay et de sa sœur aînée, dibujo, 56,4 por 42,2. Según una inscripción las flores de medállones son de  « Magni d'après Bessa » (museo Magnin, Dijon).

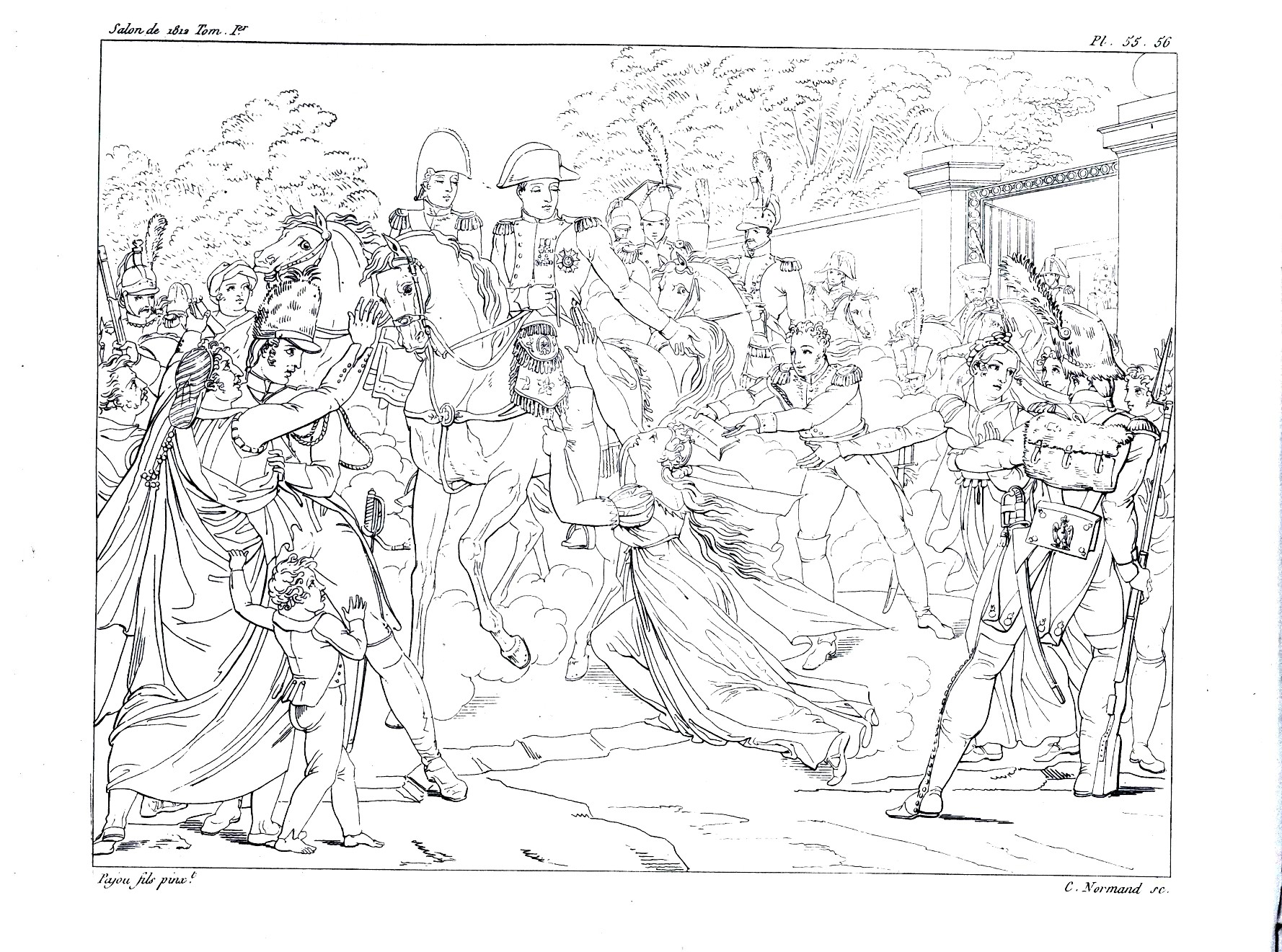
La Clémence de Napoleón hacia Mlle de Santo-Simon

## Catherine-Flora Pajou
La hermana de Jacques Augustin Catherine Pajou se casó con el escultor Clodion, mucho más viejo que ella. Este matrimonio no era feliz y acabó divorciando. De Montpellier, en casa de su amigo Riban, dónde fue en el año III, Augustin Pajou escribió a su hijo: “Este bueno captif, te abraza, así como tu hermana que no merece esta marca de tu amistad por su negligencia. No digo más en este artículo, pues una resma de papel no sería suficiente para describir todos los lamentos que tenemos contra ella, y si tiene una conciencia, tiene que sentir que tenemos muchísima razón.”
En 1795, volvió a casarse con Pierre-Louis Martin, apodado Saint-Martin (1753-1819). Este personaje fue retratado por Philippe-Auguste Hennequin, obra catalogada por Jérémie Benoit, n°P.47 de su catálogo. Flore Pajou se divorció una segunda vez en el año X. Murió el 9 de diciembre de 1841 en el 30 calle de l’Odéon, en Paris..
- Datos: Q3157888
- Multimedia: Jacques Augustin Pajou / Q3157888